# Uppsala östra station
Uppsala östra är en järnvägsstation i Uppsala. Den låg ursprungligen vid Storgatan cirka 100 m från Uppsala centralstation. Den var Uppsala-Lenna Järnvägs och senare Stockholm-Roslagens Järnvägars västra ändstation, och därefter huvudstation för museijärnvägen Upsala-Lenna Jernväg. En rad olika bussbolag använde också stationen som hållplats för sina expressbusslinjer. Stationen flyttades till Bergsbrunnaparken hösten 2005 i samband med att byggandet av Uppsala resecentrum inleddes. Fram till 2011, då museijärnvägens plattform på den nya bangården öppnades hade Upsala–Lenna Jernväg en provisorisk ändstation i Bergsbrunnaparken.
Den 12 december 2011 öppnade Uppsala Resecentrum, inklusive den nya Uppsala Östra station som fick ett eget litet stationshus. Endast exteriören av stationshuset var dock klar till detta datum, interiören färdigställdes fram till trafikstarten våren 2012. 
Uppsala östra har trafikplatssignatur Uö. 

## Externa länkar

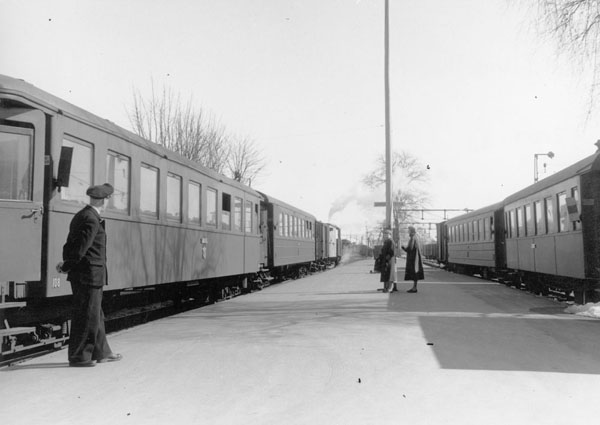
Två tåg på Uppsala Östra 1955